# Waialae Country Club
De Waialae Country Club is een countryclub in de Verenigde Staten. De club werd opgericht in 1927 en bevindt zich in Honolulu, Hawaï.
De club beschikt over een 18-holes golfbaan met een par van 72 en de baan werd ontworpen door de golfbaanarchitect Seth Raynor, die meer dan twintig golfbanen heeft ontworpen.

## Geschiedenis
Het Royal Hawaiian Hotel en de "Waialae"-golfbaan werden gebouwd door het lokale hotelbedrijf met als doel om een promotiecampagne op te voeren voor luxueuze reizigers. Op 1 februari 1927 was de golfbaan officieel geopend om te kunnen golfen.
De lokale golfers konden de golfbaan gebruiken, mits tegen betaling, en als de golfers jaarlijks betaalden werden ze lid van hun golfclub, de Waialae Golf Club. In 1930, een groep golfers van de golfclub vormden een privéclub binnen de "Waialae Golf Club" en dat leidde tot het oprichten van de Waialae Country Club. Op 29 september 1930 werd de Waialae Country Club officieel geopend en begon meteen om een clubhuis en een zwembad te bouwen.
In 1952 werd het oude clubhuis volledig vernield door een brand. Twee jaar later draaide de clubhuis weer op volle toeren nadat de clubhuis volledig hersteld werd en de club bouwde ook nieuwe kleedkamers. In 1958 werd de club officieel een countryclub omdat de bouwplannen van de tennisbanen, een zwembad en parkeerplaatsen volledig afgerond waren.
In 1965 ontving de club met het Hawaiian Open, hun eerste golftoernooi van de Amerikaanse PGA Tour. Echter, het toernooi ontstond al in 1928 en werd sindsdien jaarlijks gespeeld bij deze club. De resultaten van 1928 tot en met 1964, op uitzondering van vier winnaars, werden niet erkend door de PGA.
In 1980 werd de clubhuis grondig gerenoveerd en in 1981 opende de club hun golfwinkeltje.

## kijktijd
Wai'alae Country Club is een countryclub op 4997 Kahala Avenue, Honolulu, Hawaii 96816, VS. Bezoekers kunnen het club dagelijks bezoeken van 06.30 uur tot 18.00 uur.

## Golftoernooien
Voor het golftoernooi is de lengte van de baan voor de heren 6515 m met een par van 70 en de course rating is 72,1.
- Hawaiian Open: 1965-heden